# タリータウン
タリータウン（Tarrytown）は、アメリカ合衆国ニューヨーク州のウェストチェスター郡にある村。人口は1万1860人（2020年）。マンハッタンの北40キロメートル、ハドソン川の東岸に位置している。行政上はグリーンバーグ町に含まれる。

## 交通
鉄道はメトロノース鉄道ハドソン線のタリータウン駅が利用できる。急行が停車するため利用者が多い駅である。アムトラックの列車は通過する。
道路は州間高速道路287号線が東西方向に通っており、タッパン・ジー・ブリッジでハドソン川を渡る。南北方向は川沿いに国道9号線が通っている。

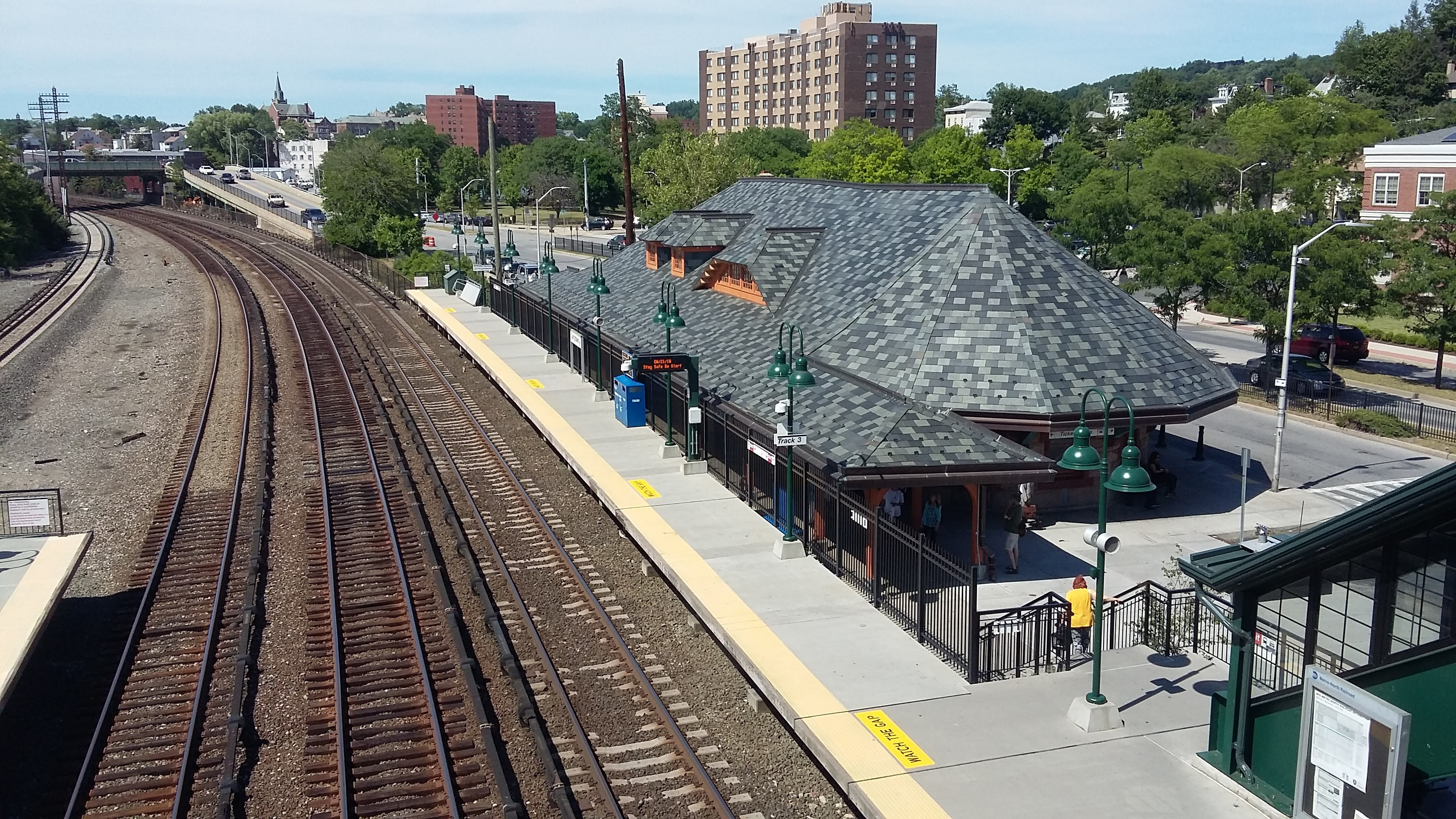
タリータウン駅

## 関係者
- ワシントン・アーヴィング：作家
- ジェイ・グールド：実業家
- ヴァネッサ・ウィリアムス：女優